# Републикански път III-6052
Републикански път IIІ-6052 е третокласен път, част от Републиканската пътна мрежа на България, преминаващ изцяло по територията на Пернишка област. Дължината му е 6,1 km.
Пътят се отклонява надясно при 40,4 km на Републикански път III-605 южно от село Дивля и се насочва на запад, нагоре по долината на Пенкьовска река (ляв приток на Треклянска река, от басейна на Струма), която в този си участък разделя Ерулска (на север) от Пенкьовска планина на юг. След като навлезе в Община Трън, южно от село Пенкьовци се свързва с Републикански път III-637 при неговия 34,1 km.
| Пътища, отклоняващи се надясно (населено място, № на пътя, посока на пътя) | km  | Пътища, отклоняващи се наляво (посока на пътя, № на пътя, населено място) |
| -------------------------------------------------------------------------- | --- | ------------------------------------------------------------------------- |
| Община Ковачевци, III-605, 40,4 km →                                       | 0,0 | → 40,4 km, III-605, Община Ковачевци                                      |
| (за с. Дивля) общински път ←                                               | 1,1 |                                                                           |
| Община Трън                                                                | 5,6 | Община Трън                                                               |
| (от 54 km на II-63) III-637, 34,1 km →                                     | 7,2 | → 34,1 km, III-637 (до с. Драговищица)                                    |